# Alejandro Giammattei
Alejandro Eduardo Giammattei Falla (Cidade da Guatemala, 9 de março de 1956) é um médico, bombeiro e político guatemalteco, ex-presidente da Guatemala. Também atuou como diretor do Sistema Penitenciário da Guatemala entre 2005 e 2007, além de ter participado das eleições gerais de 2007, 2011 e 2015. 

## Carreira política
Alejandro Giammattei participou das eleições em 1985, 1988 e 1990 como coordenador geral dos processos eleitorais. Ele ganhou reconhecimento em ambos os níveis nacional e internacional sob as ordens do ex- vice-presidente da República da Guatemala, Arturo Herbruger Asturias . Giammattei foi reconhecido como consultor de várias empresas e serviços privados desde 2000, e ex-diretor do Sistema Penitenciário da Guatemala em 2006. Ele participou das eleições presidenciais da Guatemala em 2007, 2011, 2015 e 2019. . 
Tornou-se o candidato presidencial do partido Vamos nas eleições presidenciais de 2019. Ele perdeu o primeiro turno em 16 de junho de 2019 com 13,95% dos votos, mas ganhou o segundo turno contra Sandra Torres em 11 de agosto de 2019 com 57,96% dos votos.Alejandro Giammattei é casado com Rosana Cáceres desde 11 de fevereiro de 1989 e tem três filhos: Marcela, Estéfano e Alejandro Giammattei. 
Nas eleições de 2019, ele venceu a disputa presidencial contra a candidata Sandra Torres, ex-primeira-dama da Guatemala, alcançando 1 907 801 votos no segundo turno (57,95%). Atualmente é o único chefe de estado e governo no mundo que usa muletas para se locomover.

## Ideologia política
Ele é considerado conservador e de direita. Giammattei manteve uma posição contra o aborto, o casamento entre pessoas do mesmo sexo e a favor da pena de morte e uso militar na segurança do cidadão.  
Prometeu trazer de volta a pena de morte para ajudar a "esmagar as gangues violentas, combater a pobreza e acabar com a corrupção repugnante". 